# If You Can Believe Your Eyes and Ears
If You Can Believe Your Eyes and Ears é o álbum de estreia do grupo vocal The Mamas & the Papas (estilizado como The Mama's and the Papa's [sic]), lançado em 1966. A mixagem estéreo do álbum está incluída em All the Leaves are Brown (2001), uma compilação em CD duplo que consiste nos quatro primeiros álbuns da banda e vários singles, bem como em The Mamas & the Papas Complete Anthology (2004), uma caixa com quatro CDs lançada no Reino Unido. A mixagem mono do álbum foi remasterizada e relançada em vinil pela Sundazed Records em 2010, e em CD no ano seguinte. É o único álbum da banda a alcançar o número um na parada americana Billboard 200.
Em 2003, If You Can Believe Your Eyes and Ears foi classificado em 127º lugar na lista dos 500 melhores álbuns de todos os tempos da revista Rolling Stone, com sua classificação subindo para o número 112 na revisão de 2012.

## Arte de capa
Cinco versões da capa do álbum foram produzidas:
- Nº 1: A capa original (mostrada no canto superior direito) mostra o grupo em um banheiro, sentado em uma banheira com vaso sanitário no canto. Estas foram retiradas das lojas depois que o banheiro foi considerado indecente;[4] desde então elas se tornaram um item de colecionador, com uma cópia sendo vendida em leilão por US$ 300.[5][6]
- Nº 2: A maior parte do vaso sanitário está coberta com um pergaminho listando a presença de "California Dreamin'" no álbum.[7]
- Nº 3: Duas músicas adicionais do álbum são mostradas no pergaminho: "Monday, Monday" e "I Call Your Name".
- Nº 4: Igual ao Nº 3, mas com uma sinopse do prêmio de disco de ouro adicionada (em preto) à esquerda do grupo.
- Nº 5: Capa preta com foto recortada do grupo que escondia o fato de a foto ter sido tirada em um banheiro.

A arte da capa foi produzida e fotografada pelo fotógrafo Guy Webster.
A capa mostra o grupo como "The Mama's and the Papa's", erro gramatical que não foi corrigido em nenhuma das reedições do álbum.

## Recepção crítica
| Críticas profissionais | Críticas profissionais |
| Avaliações da crítica  | Avaliações da crítica  |
| Fonte                  | Avaliação              |
| ---------------------- | ---------------------- |
| AllMusic               | [ 1 ]                  |
| Record Mirror          | [ 10 ]                 |
| Rolling Stone          | [ 11 ]                 |

O álbum recebeu uma crítica retrospectiva positiva na Rolling Stone, na qual o crítico Rob Sheffield comentou: "The Mamas and the Papas celebraram todo o pecado e desprezo da LA dos anos 60 com harmonias folclóricas, violões e músicas que contavam às mentes curiosas muito mais do que elas queriam. saber. E em sua estreia em janeiro de 1966, If You Can Believe Your Eyes and Ears, eles de alguma forma fizeram tudo parecer legal." Ele descreveu o álbum como uma visão sombria da cultura de Los Angeles que parece acessível e otimista graças em grande parte à produção de Lou Adler. Bruce Eder escreveu para o AllMusic que o álbum "abraçava folk-rock, pop rock, pop e soul, e também refletia o tipo de cuidado que artistas como os Beatles estavam colocando em seus discos na época". Ele acrescentou que tinha um polimento mais forte do que os outros álbuns do grupo, em parte porque era anterior aos conflitos pessoais que mancharam seus trabalhos posteriores. O álbum foi incluído no livro 1001 álbuns que você deve ouvir antes de morrer, de Robert Dimery.

## Lista de faixas
| Lado um |                         |                            |         |  |
| N.º     | Título                  | Compositor(es)             | Duração |  |
| 1.      | "Monday, Monday"        | John Phillips              | 3:28    |  |
| 2.      | "Straight Shooter"      | J. Phillips                | 2:58    |  |
| 3.      | "Got a Feelin'"         | J. Phillips Denny Doherty  | 2:53    |  |
| 4.      | "I Call Your Name"      | John Lennon Paul McCartney | 2:38    |  |
| 5.      | "Do You Wanna Dance"    | Bobby Freeman              | 3:00    |  |
| 6.      | "Go Where You Wanna Go" | J. Phillips                | 2:29    |  |

| Lado dois |                       |                               |         |  |
| N.º       | Título                | Compositor(es)                | Duração |  |
| 1.        | "California Dreamin'" | J. Phillips Michelle Phillips | 2:42    |  |
| 2.        | "Spanish Harlem"      | Jerry Leiber Phil Spector     | 3:22    |  |
| 3.        | "Somebody Groovy"     | J. Phillips                   | 3:16    |  |
| 4.        | "Hey Girl"            | J. Phillips M. Phillips       | 2:30    |  |
| 5.        | "You Baby"            | Steve Barri P. F. Sloan       | 2:22    |  |
| 6.        | "The 'In' Crowd"      | Billy Page                    | 3:12    |  |

## Equipe e colaboradores
Músicos
- Denny Doherty — vocais
- Cass Elliot — vocais
- John Phillips — vocais, guitarra
- Michelle Phillips — vocais
- PF Sloan — guitarras, vocais adicionais
- Larry Knechtel — teclados
- Hal Blaine — bateria, percussão
- Joe Osborn — baixo
- Bud Shank — solo de flauta em "California Dreamin'"[13]
- Peter Pilafian — violino elétrico

Técnico
- Lou Adler — produtor
- Bones Howe — engenheiro
- Guy Webster — fotografia

## Desempenho nas tabelas musicais
| País — Tabela musical (1966)   | Melhor posição |
| ------------------------------ | -------------- |
| Estados Unidos (Billboard 200) | 1              |

## Certificações
| País                  | Certificação | Vendas    |
| --------------------- | ------------ | --------- |
| Estados Unidos (RIAA) | Platina      | 1,000,000 |